# Campionato Primavera 2010-2011
Il Campionato Primavera TIM - Trofeo "Giacinto Facchetti" 2010-2011 è la 49ª edizione del Campionato Primavera. Il detentore del trofeo è il Genoa.
La prima fase a gironi è iniziata l'11 settembre 2010 per terminare il 30 aprile 2011.
Le gare della fase finale si sono giocate nel periodo tra il 4 e il 12 giugno 2011 in due impianti sportivi: lo Stadio Porta Elisa di Lucca e lo Stadio Melani di Pistoia. La squadra vincitrice del torneo è stata l'Roma dell'allenatore Alberto De Rossi. Questa fu la prima edizione, in concomitanza col rinnovamento della Lega Calcio, ad introdurre i playoff prima delle finali.

## Regolamento
Il Campionato Primavera si articola in tre fasi: gironi eliminatori, play-off di qualificazione alla fase finale, fase finale.
Le squadre sono suddivise in tre gironi di quattordici squadre. Le prime e le seconde classificate di ogni girone, per un totale di sei squadre, accedono direttamente alla fase finale. Le terze, le quarte e le due migliori quinte classificate si affrontano in due turni play-off ad eliminazione diretta per determinare le altre due squadre ammesse alla fase finale. La fase finale è suddivisa in tre turni: quarti di finale, semifinali, finale. Le vincenti delle semifinali si contendono il titolo.
Gli abbinamenti dei play-off erano così decisi:
- Primo turno:
  - Migliore 3ª - seconda migliore 5ª (primo incontro)
  - Migliore 4ª - seconda migliore 4ª (secondo incontro)
  - Migliore 5ª - seconda migliore 3ª (terzo incontro)
  - Peggiore 3ª - peggiore 4ª (quarto incontro)
- Secondo turno:
  - Vincente primo incontro - vincente secondo incontro
  - Vincente terzo incontro - vincente quarto incontro

## Fase a gironi

### Girone A

#### Allenatori
| Squadra    | Allenatore       |           | Squadra          | Allenatore     |
| ---------- | ---------------- | --------- | ---------------- | -------------- |
| Bologna    | Paolo Magnani    |           | Modena           | Roberto Notari |
| Cesena     | Massimo Agostini | Novara    | Giacomo Gattuso  |                |
| Empoli     | Ettore Donati    | Parma     | Tiziano De Patre |                |
| Fiorentina | Renato Buso      | Piacenza  | Massimo Cerri    |                |
| Genoa      | Ivan Jurić       | Sampdoria | Luciano Bruni    |                |
| Juventus   | Giovanni Bucaro  | Sassuolo  | Paolo Mandelli   |                |
| Livorno    | Davide Cei       | Torino    | Antonino Asta    |                |

#### Classifica finale
|  |     | Classifica 2010-11 | P  | G  | V  | N  | P  | GF | GS | DR  |
|  | --- | ------------------ | -- | -- | -- | -- | -- | -- | -- | --- |
|  | 1.  | Genoa              | 62 | 26 | 20 | 2  | 4  | 45 | 25 | +20 |
|  | 2.  | Juventus           | 54 | 26 | 17 | 3  | 6  | 54 | 27 | +27 |
|  | 3.  | Fiorentina         | 52 | 26 | 15 | 7  | 4  | 55 | 25 | +30 |
|  | 4.  | Torino             | 46 | 26 | 14 | 4  | 8  | 43 | 32 | +11 |
|  | 5.  | Empoli             | 46 | 26 | 13 | 7  | 6  | 45 | 26 | +19 |
|  | 6.  | Parma              | 42 | 26 | 10 | 12 | 4  | 33 | 27 | +6  |
|  | 7.  | Novara             | 41 | 26 | 13 | 2  | 11 | 46 | 37 | +9  |
|  | 8.  | Sampdoria          | 37 | 26 | 11 | 4  | 11 | 44 | 37 | +7  |
|  | 9.  | Bologna            | 34 | 26 | 10 | 4  | 12 | 39 | 43 | -4  |
|  | 10. | Livorno            | 28 | 26 | 8  | 4  | 14 | 27 | 42 | -17 |
|  | 11. | Sassuolo           | 27 | 26 | 8  | 3  | 15 | 38 | 53 | -15 |
|  | 12. | Cesena             | 18 | 26 | 5  | 3  | 18 | 28 | 47 | -19 |
|  | 13. | Modena             | 14 | 26 | 3  | 5  | 18 | 14 | 54 | -40 |
|  | 14. | Piacenza           | 13 | 26 | 3  | 4  | 19 | 16 | 52 | -36 |
|  |     |                    |    |    |    |    |    |    |    |     |

#### Calendario e risultati
| 11 set. 2010 |                  | 22 gen. 2011 |
| ------------ | ---------------- | ------------ |
| 4-1          | Bologna-Novara   | 0-6          |
| 1-3          | Cesena-Sassuolo  | 4-2          |
| 1-2          | Fiorentina-Genoa | 0-1          |
| 2-2          | Juventus-Parma   | 2-3          |
| 1-2          | Livorno-Torino   | 0-1          |
| 1-1          | Modena-Piacenza  | 1-1          |
| 1-2          | Sampdoria-Empoli | 1-1          |

| 18 set. 2010 |                    | 29 gen. 2011 |
| ------------ | ------------------ | ------------ |
| 3-0          | Empoli-Modena      | 3-1          |
| 3-1          | Genoa-Bologna      | 0-2          |
| 3-0          | Novara-Livorno     | 1-0          |
| 0-0          | Parma-Fiorentina   | 1-1          |
| 0-2          | Piacenza-Juventus  | 0-1          |
| 2-1          | Sassuolo-Sampdoria | 1-5          |
| 1-2          | Torino-Cesena      | 0-0          |

| 25 set. 2010 |                     | 5 feb. 2011 |
| ------------ | ------------------- | ----------- |
| 1-3          | Bologna-Empoli      | 0-1         |
| 4-2          | Fiorentina-Sassuolo | 3-1         |
| 0-1          | Juventus-Novara     | 2-3         |
| 2-1          | Livorno-Cesena      | 2-1         |
| 0-1          | Modena-Parma        | 0-0         |
| 1-3          | Piacenza-Genoa      | 0-1         |
| 3-1          | Sampdoria-Torino    | 1-2         |

| 2 ott. 2010 |                   | 12 feb. 2011 |
| ----------- | ----------------- | ------------ |
| 0-1         | Cesena-Modena     | 1-0          |
| 3-2         | Empoli-Fiorentina | 1-1          |
| 1-2         | Genoa-Juventus    | 1-0          |
| 0-1         | Novara-Sampdoria  | 2-3          |
| 1-1         | Parma-Piacenza    | 2-1          |
| 2-1         | Sassuolo-Livorno  | 1-1          |
| 0-0         | Torino-Bologna    | 3-0          |

| 16 ott. 2010 |                   | 19 feb. 2011 |
| ------------ | ----------------- | ------------ |
| 3-1          | Bologna-Sassuolo  | 3-1          |
| 3-3          | Fiorentina-Torino | 1-2          |
| 2-0          | Juventus-Cesena   | 2-1          |
| 0-1          | Modena-Genoa      | 0-1          |
| 0-2          | Parma-Novara      | 1-0          |
| 1-0          | Piacenza-Empoli   | 0-5          |
| 4-1          | Sampdoria-Livorno | 2-0          |

| 23 ott. 2010 |                     | 12 mar. 2011 |
| ------------ | ------------------- | ------------ |
| 1-1          | Cesena-Bologna      | 0-1          |
| 2-2          | Empoli-Genoa        | 0-2          |
| 2-1          | Fiorentina-Juventus | 2-2          |
| 1-0          | Livorno-Piacenza    | 2-0          |
| 0-0          | Sampdoria-Parma     | 0-0          |
| 2-2          | Sassuolo-Modena     | 3-1          |
| 3-2          | Torino-Novara       | 1-2          |

| 30 ott. 2010 |                   | 19 mar. 2011 |
| ------------ | ----------------- | ------------ |
| 1-3          | Bologna-Livorno   | 3-1          |
| 3-2          | Genoa-Sampdoria   | 2-1          |
| 2-1          | Juventus-Empoli   | 0-0          |
| 0-1          | Modena-Fiorentina | 0-4          |
| 1-2          | Novara-Sassuolo   | 2-1          |
| 0-1          | Parma-Torino      | 5-4          |
| 2-1          | Piacenza-Cesena   | 1-1          |

| 6 nov. 2010 |                     | 26 mar. 2011 |
| ----------- | ------------------- | ------------ |
| 0-1         | Cesena-Novara       | 1-3          |
| 3-1         | Empoli-Parma        | 0-0          |
| 2-1         | Fiorentina-Piacenza | 1-0          |
| 0-1         | Livorno-Genoa       | 0-4          |
| 0-6         | Modena-Juventus     | 0-4          |
| 2-2         | Sampdoria-Bologna   | 2-0          |
| 2-0         | Torino-Sassuolo     | 2-0          |

| 13 nov. 2010 |                    | 2 apr. 2011 |
| ------------ | ------------------ | ----------- |
| 1-3          | Bologna-Fiorentina | 1-3         |
| 1-3          | Cesena-Sampdoria   | 2-1         |
| 1-1          | Genoa-Parma        | 2-1         |
| 4-1          | Livorno-Juventus   | 0-3         |
| 1-2          | Novara-Piacenza    | 2-0         |
| 1-0          | Sassuolo-Empoli    | 0-3         |
| 3-0          | Torino-Modena      | 2-1         |

| 20 nov. 2010 |                      | 6 apr. 2011 |
| ------------ | -------------------- | ----------- |
| 2-1          | Empoli-Livorno       | 2-3         |
| 4-0          | Fiorentina-Sampdoria | 4-0         |
| 1-3          | Genoa-Cesena         | 2-1         |
| 4-1          | Juventus-Torino      | 2-1         |
| 1-1          | Modena-Novara        | 1-5         |
| 1-1          | Parma-Sassuolo       | 2-1         |
| 0-3          | Piacenza-Bologna     | 0-3         |

| 27 nov. 2010 |                    | 9 apr. 2011 |
| ------------ | ------------------ | ----------- |
| 5-0          | Bologna-Modena     | 1-0         |
| 1-2          | Cesena-Empoli      | 1-3         |
| 0-0          | Livorno-Parma      | 0-2         |
| 0-2          | Novara-Fiorentina  | 0-4         |
| 1-3          | Sampdoria-Juventus | 1-2         |
| 1-2          | Sassuolo-Genoa     | 1-3         |
| 3-1          | Torino-Piacenza    | 2-0         |

| 4 dic. 2010 |                    | 16 apr. 2011 |
| ----------- | ------------------ | ------------ |
| 1-2         | Empoli-Torino      | 0-0          |
| 3-2         | Fiorentina-Cesena  | 3-0          |
| 3-1         | Genoa-Novara       | 0-3          |
| 3-2         | Juventus-Sassuolo  | 1-0          |
| 2-0         | Modena-Livorno     | 1-2          |
| 2-1         | Parma-Bologna      | 2-2          |
| 0-3         | Piacenza-Sampdoria | 1-3          |

| \| 15 gen. 2011 \| \| 30 apr. 2011 \| \| ------------ \| ------------------ \| ------------ \| \| 0-1 \| Bologna-Juventus \| 0-4 \| \| 1-3 \| Cesena-Parma \| 1-2 \| \| 1-1 \| Livorno-Fiorentina \| 1-1 \| \| 2-2 \| Novara-Empoli \| 1-3 \| \| 3-0 \| Sampdoria-Modena \| 0-1 \| \| 4-0 \| Sassuolo-Piacenza \| 3-2 \| \| 1-2 \| Torino-Genoa \| 0-1 \| |                    |              |
| 15 gen. 2011 |                    | 30 apr. 2011 |
| 0-1 | Bologna-Juventus   | 0-4          |
| 1-3 | Cesena-Parma       | 1-2          |
| 1-1 | Livorno-Fiorentina | 1-1          |
| 2-2 | Novara-Empoli      | 1-3          |
| 3-0 | Sampdoria-Modena   | 0-1          |
| 4-0 | Sassuolo-Piacenza  | 3-2          |
| 1-2 | Torino-Genoa       | 0-1          |

### Girone B

#### Allenatori
| Squadra     | Allenatore        |             | Squadra                                                 | Allenatore       |
| ----------- | ----------------- | ----------- | ------------------------------------------------------- | ---------------- |
| AlbinoLeffe | Marco Gaburro     |             | Milan                                                   | Giovanni Stroppa |
| Atalanta    | Valter Bonacina   | Padova      | Alessandro Dal Canto (1ª-19ª) Paolo Favaretto (20ª-26ª) |                  |
| Brescia     | Giampaolo Saurini | Portogruaro | Giovanni Soncin                                         |                  |
| Cagliari    | Gianluca Festa    | Triestina   | Massimo Pavanel                                         |                  |
| Chievo      | Paolo Nicolato    | Udinese     | Fabio Rossitto                                          |                  |
| Cittadella  | Stefano Romanin   | Varese      | Devis Mangia                                            |                  |
| Inter       | Fulvio Pea        | Vicenza     | Rino Lavezzini                                          |                  |

#### Classifica finale
|  |     | Classifica 2010-11 | Pt | G  | V  | N | P  | GF | GS | DR  |
|  | --- | ------------------ | -- | -- | -- | - | -- | -- | -- | --- |
|  | 1.  | Varese             | 57 | 26 | 17 | 6 | 3  | 44 | 19 | +25 |
|  | 2.  | Atalanta           | 56 | 26 | 17 | 5 | 4  | 53 | 26 | +27 |
|  | 3.  | Milan              | 54 | 26 | 17 | 3 | 6  | 55 | 24 | +31 |
|  | 4.  | Inter              | 54 | 26 | 16 | 6 | 4  | 48 | 26 | +22 |
|  | 5.  | Chievo             | 51 | 26 | 14 | 9 | 3  | 40 | 23 | +17 |
|  | 6.  | Udinese            | 38 | 26 | 10 | 8 | 8  | 45 | 33 | +10 |
|  | 7.  | Brescia            | 37 | 26 | 11 | 4 | 11 | 40 | 43 | -3  |
|  | 8.  | AlbinoLeffe        | 35 | 26 | 10 | 5 | 11 | 34 | 37 | -3  |
|  | 9.  | Cagliari           | 34 | 26 | 10 | 4 | 12 | 40 | 45 | -5  |
|  | 10. | Triestina          | 27 | 26 | 8  | 3 | 15 | 39 | 49 | -10 |
|  | 11. | Cittadella         | 25 | 26 | 7  | 4 | 15 | 34 | 46 | -12 |
|  | 12. | Padova             | 22 | 26 | 5  | 7 | 14 | 23 | 45 | -22 |
|  | 13. | Vicenza            | 17 | 26 | 4  | 5 | 17 | 22 | 48 | -26 |
|  | 14. | Portogruaro        | 3  | 26 | 0  | 3 | 23 | 10 | 63 | -53 |
|  |     |                    |    |    |    |   |    |    |    |     |

#### Calendario e risultati
| 11 set. 2010 |                     | 22 gen. 2011 |
| ------------ | ------------------- | ------------ |
| 0-1          | Albinoleffe-Brescia | 2-1          |
| 0-2          | Chievo-Atalanta     | 2-2          |
| 1-2          | Cittadella-Cagliari | 2-0          |
| 2-4          | Milan-Varese        | 1-2          |
| 0-0          | Portogruaro-Padova  | 0-1          |
| 1-2          | Udinese-Inter       | 0-1          |
| 0-2          | Vicenza-Triestina   | 0-4          |

| 18 set. 2010 |                       | 29 gen. 2011 |
| ------------ | --------------------- | ------------ |
| 1-1          | Atalanta-Milan        | 2-3          |
| 2-2          | Brescia-Udinese       | 3-2          |
| 1-3          | Cagliari-Chievo       | 0-2          |
| 1-1          | Inter-Albinoleffe     | 3-0          |
| 2-2          | Padova-Vicenza        | 1-0          |
| 4-0          | Triestina-Portogruaro | 2-0          |
| 0-0          | Varese-Cittadella     | 1-0          |

| 25 set. 2010 |                         | 5 feb. 2011 |
| ------------ | ----------------------- | ----------- |
| 3-0          | Albinoleffe-Portogruaro | 1-0         |
| 3-2          | Chievo-Inter            | 1-1         |
| 3-1          | Cittadella-Triestina    | 1-7         |
| 2-0          | Milan-Padova            | 3-1         |
| 5-1          | Udinese-Cagliari        | 1-2         |
| 1-2          | Varese-Atalanta         | 3-1         |
| 0-1          | Vicenza-Brescia         | 1-0         |

| 2 ott. 2010 |                     | 12 feb. 2011 |
| ----------- | ------------------- | ------------ |
| 2-1         | Atalanta-Cittadella | 3-0          |
| 0-0         | Brescia-Chievo      | 1-3          |
| 1-3         | Cagliari-Milan      | 1-3          |
| 4-1         | Inter-Vicenza       | 1-0          |
| 2-1         | Padova-Albinoleffe  | 0-3          |
| 0-4         | Portogruaro-Varese  | 1-2          |
| 0-2         | Triestina-Udinese   | 2-4          |

| 16 ott. 2010 |                     | 19 feb. 2011 |
| ------------ | ------------------- | ------------ |
| 3-2          | Albinoleffe-Vicenza | 3-2          |
| 5-0          | Brescia-Portogruaro | 3-2          |
| 2-1          | Chievo-Padova       | 0-0          |
| 0-1          | Cittadella-Inter    | 2-3          |
| 5-0          | Milan-Triestina     | 4-0          |
| 3-2          | Udinese-Atalanta    | 0-2          |
| 2-1          | Varese-Cagliari     | 2-1          |

| 23 ott. 2010 |                      | 12 mar. 2011 |
| ------------ | -------------------- | ------------ |
| 0-0          | Albinoleffe-Udinese  | 0-3          |
| 3-3          | Cagliari-Brescia     | 2-5          |
| 0-0          | Cittadella-Milan     | 0-1          |
| 4-0          | Inter-Padova         | 0-0          |
| 0-3          | Portogruaro-Atalanta | 0-2          |
| 1-2          | Triestina-Varese     | 1-3          |
| 2-2          | Vicenza-Chievo       | 2-3          |

| 30 ott. 2010 |                    | 19 mar. 2011 |
| ------------ | ------------------ | ------------ |
| 2-0          | Atalanta-Cagliari  | 1-1          |
| 2-1          | Brescia-Triestina  | 2-1          |
| 0-0          | Chievo-Albinoleffe | 4-1          |
| 3-0          | Milan-Portogruaro  | 1-0          |
| 3-2          | Padova-Cittadella  | 2-4          |
| 3-0          | Udinese-Vicenza    | 2-0          |
| 2-1          | Varese-Inter       | 3-1          |

| 6 nov. 2010 |                      | 26 mar. 2011 |
| ----------- | -------------------- | ------------ |
| 2-0         | Albinoleffe-Milan    | 3-4          |
| 1-2         | Cittadella-Chievo    | 0-3          |
| 2-0         | Inter-Brescia        | 3-2          |
| 1-5         | Portogruaro-Cagliari | 0-3          |
| 0-1         | Triestina-Atalanta   | 1-6          |
| 2-2         | Udinese-Padova       | 1-0          |
| 0-2         | Vicenza-Varese       | 1-1          |

| 13 nov. 2010 |                        | 2 apr. 2011 |
| ------------ | ---------------------- | ----------- |
| 1-0          | Atalanta-Vicenza       | 2-0         |
| 1-1          | Cagliari-Triestina     | 2-0         |
| 1-0          | Chievo-Udinese         | 1-1         |
| 0-1          | Milan-Inter            | 1-0         |
| 1-2          | Padova-Brescia         | 1-1         |
| 1-2          | Portogruaro-Cittadella | 1-2         |
| 1-0          | Varese-Albinoleffe     | 1-2         |

| 20 nov. 2010 |                       | 6 apr. 2011 |
| ------------ | --------------------- | ----------- |
| 2-2          | Albinoleffe-Triestina | 1-2         |
| 0-2          | Brescia-Varese        | 0-1         |
| 2-0          | Chievo-Portogruaro    | 2-0         |
| 2-1          | Inter-Cagliari        | 1-1         |
| 2-3          | Padova-Atalanta       | 1-2         |
| 2-5          | Udinese-Cittadella    | 2-2         |
| 1-0          | Vicenza-Milan         | 0-5         |

| 27 nov. 2010 |                      | 9 apr. 2011 |
| ------------ | -------------------- | ----------- |
| 0-0          | Atalanta-Albinoleffe | 3-1         |
| 1-2          | Cagliari-Padova      | 3-0         |
| 0-2          | Cittadella-Brescia   | 3-0         |
| 3-2          | Milan-Udinese        | 0-0         |
| 1-3          | Portogruaro-Vicenza  | 0-0         |
| 2-2          | Triestina-Inter      | 1-3         |
| 0-0          | Varese-Chievo        | 0-0         |

| 4 dic. 2010 |                      | 16 apr. 2011 |
| ----------- | -------------------- | ------------ |
| 2-3         | Albinoleffe-Cagliari | 0-1          |
| 2-4         | Brescia-Atalanta     | 0-2          |
| 1-2         | Chievo-Milan         | 0-3          |
| 3-1         | Inter-Portogruaro    | 2-1          |
| 0-2         | Padova-Triestina     | 0-1          |
| 0-0         | Udinese-Varese       | 2-1          |
| 2-2         | Vicenza-Cittadella   | 2-0          |

| \| 15 gen. 2011 \| \| 30 apr. 2011 \| \| ------------ \| ---------------------- \| ------------ \| \| 1-3 \| Atalanta-Inter \| 1-1 \| \| 1-0 \| Cagliari-Vicenza \| 2-1 \| \| 0-1 \| Cittadella-Albinoleffe \| 1-2 \| \| 1-2 \| Milan-Brescia \| 4-0 \| \| 0-4 \| Portogruaro-Udinese \| 1-1 \| \| 1-2 \| Triestina-Chievo \| 0-1 \| \| 4-1 \| Varese-Padova \| 0-0 \| |                        |              |
| 15 gen. 2011 |                        | 30 apr. 2011 |
| 1-3 | Atalanta-Inter         | 1-1          |
| 1-0 | Cagliari-Vicenza       | 2-1          |
| 0-1 | Cittadella-Albinoleffe | 1-2          |
| 1-2 | Milan-Brescia          | 4-0          |
| 0-4 | Portogruaro-Udinese    | 1-1          |
| 1-2 | Triestina-Chievo       | 0-1          |
| 4-1 | Varese-Padova          | 0-0          |

### Girone C

#### Allenatori
| Squadra   | Allenatore          |         | Squadra             | Allenatore     |
| --------- | ------------------- | ------- | ------------------- | -------------- |
| Ascoli    | Antonio Nosdeo      |         | Lecce               | Guido Di Fabio |
| Bari      | Pietro Maiellaro    | Napoli  | Roberto Miggiano    |                |
| Catania   | Salvatore Amura     | Palermo | Paolo Beruatto      |                |
| Crotone   | Giuseppe Galluzzo   | Pescara | Antonio Di Battista |                |
| Frosinone | Gianluca De Angelis | Reggina | Francesco Ferraro   |                |
| Grosseto  | Francesco Statuto   | Roma    | Alberto De Rossi    |                |
| Lazio     | Alberto Bollini     | Siena   | Michele Mignani     |                |

#### Classifica finale
|  |     | Classifica 2010-11 | Pt | G  | V  | N | P  | GF | GS | DR  |
|  | --- | ------------------ | -- | -- | -- | - | -- | -- | -- | --- |
|  | 1.  | Roma               | 62 | 26 | 20 | 2 | 4  | 82 | 34 | +48 |
|  | 2.  | Lazio              | 55 | 26 | 16 | 7 | 3  | 51 | 28 | +23 |
|  | 3.  | Catania            | 49 | 26 | 15 | 4 | 7  | 45 | 30 | +15 |
|  | 4.  | Siena              | 44 | 26 | 13 | 5 | 8  | 33 | 23 | +10 |
|  | 5.  | Napoli             | 43 | 26 | 12 | 7 | 7  | 40 | 29 | +11 |
|  | 6.  | Palermo            | 35 | 26 | 10 | 5 | 11 | 39 | 44 | -5  |
|  | 7.  | Ascoli             | 32 | 26 | 9  | 5 | 12 | 40 | 48 | -8  |
|  | 8.  | Reggina            | 31 | 26 | 8  | 7 | 11 | 38 | 41 | -3  |
|  | 9.  | Crotone            | 29 | 26 | 8  | 5 | 13 | 23 | 39 | -16 |
|  | 10. | Grosseto           | 28 | 26 | 8  | 4 | 14 | 42 | 55 | -23 |
|  | 11. | Bari               | 27 | 26 | 7  | 6 | 13 | 43 | 51 | -8  |
|  | 12. | Lecce              | 26 | 26 | 6  | 8 | 12 | 29 | 44 | -15 |
|  | 13. | Frosinone          | 25 | 26 | 6  | 7 | 13 | 29 | 40 | -11 |
|  | 14. | Pescara            | 21 | 26 | 5  | 6 | 15 | 28 | 46 | -18 |
|  |     |                    |    |    |    |   |    |    |    |     |

#### Calendario e risultati
| 11 set. 2010 |                   | 22 gen. 2011 |
| ------------ | ----------------- | ------------ |
| 4-2          | Ascoli-Palermo    | 0-1          |
| 3-1          | Catania-Bari      | 4-2          |
| 0-1          | Crotone-Reggina   | 0-2          |
| 0-0          | Frosinone-Pescara | 1-1          |
| 1-2          | Grosseto-Lazio    | 0-4          |
| 3-1          | Lecce-Napoli      | 0-7          |
| 4-1          | Roma-Siena        | 2-1          |

| 18 set. 2010 |                 | 29 gen. 2011 |
| ------------ | --------------- | ------------ |
| 4-1          | Bari-Frosinone  | 2-2          |
| 0-0          | Lazio-Crotone   | 0-0          |
| 1-0          | Napoli-Grosseto | 1-0          |
| 3-0          | Palermo-Roma    | 2-2          |
| 1-0          | Pescara-Catania | 0-2          |
| 4-1          | Reggina-Lecce   | 1-1          |
| 4-2          | Siena-Ascoli    | 3-0          |

| 25 set. 2010 |                   | 5 feb. 2011 |
| ------------ | ----------------- | ----------- |
| 1-0          | Ascoli-Lecce      | 0-1         |
| 1-2          | Bari-Lazio        | 1-2         |
| 5-2          | Catania-Frosinone | 1-0         |
| 2-1          | Grosseto-Reggina  | 1-2         |
| 0-1          | Palermo-Napoli    | 2-2         |
| 4-0          | Roma-Crotone      | 4-1         |
| 1-0          | Siena-Pescara     | 1-0         |

| 2 ott. 2010 |                   | 12 feb. 2011 |
| ----------- | ----------------- | ------------ |
| 1-2         | Crotone-Ascoli    | 2-2          |
| 1-1         | Frosinone-Palermo | 1-0          |
| 0-2         | Lazio-Siena       | 1-2          |
| 2-2         | Lecce-Bari        | 2-2          |
| 1-1         | Napoli-Catania    | 0-1          |
| 2-2         | Pescara-Grosseto  | 2-3          |
| 1-2         | Reggina-Roma      | 1-4          |

| 16 ott. 2010 |                  | 19 feb. 2011 |
| ------------ | ---------------- | ------------ |
| 1-1          | Ascoli-Napoli    | 2-0          |
| 1-1          | Bari-Reggina     | 2-2          |
| 2-0          | Catania-Lecce    | 0-0          |
| 1-0          | Grosseto-Crotone | 2-4          |
| 4-0          | Lazio-Roma       | 1-7          |
| 2-3          | Palermo-Pescara  | 1-3          |
| 0-1          | Siena-Frosinone  | 1-0          |

| 23 ott. 2010 |                  | 12 mar. 2011 |
| ------------ | ---------------- | ------------ |
| 1-1          | Catania-Grosseto | 2-1          |
| 0-1          | Crotone-Napoli   | 2-0          |
| 1-1          | Frosinone-Lazio  | 1-1          |
| 2-0          | Lecce-Palermo    | 1-2          |
| 2-3          | Pescara-Bari     | 0-2          |
| 1-3          | Reggina-Siena    | 1-0          |
| 1-0          | Roma-Ascoli      | 3-2          |

| 30 ott. 2010 |                    | 19 mar. 2011 |
| ------------ | ------------------ | ------------ |
| 3-2          | Ascoli-Pescara     | 1-2          |
| 3-2          | Grosseto-Frosinone | 0-2          |
| 2-1          | Lazio-Catania      | 2-0          |
| 4-3          | Lecce-Roma         | 0-4          |
| 4-0          | Napoli-Reggina     | 0-3          |
| 5-1          | Palermo-Crotone    | 1-0          |
| 2-1          | Siena-Bari         | 2-0          |

| 6 nov. 2010 |                  | 26 mar. 2011 |
| ----------- | ---------------- | ------------ |
| 3-0         | Bari-Grosseto    | 0-0          |
| 1-0         | Catania-Siena    | 1-0          |
| 1-1         | Crotone-Lecce    | 1-0          |
| 0-1         | Frosinone-Ascoli | 1-2          |
| 2-2         | Pescara-Lazio    | 0-1          |
| 2-3         | Reggina-Palermo  | 0-0          |
| 3-2         | Roma-Napoli      | 0-0          |

| 13 nov. 2010 |                  | 2 apr. 2011 |
| ------------ | ---------------- | ----------- |
| 0-3          | Ascoli-Reggina   | 2-2         |
| 2-1          | Crotone-Pescara  | 1-0         |
| 1-0          | Grosseto-Siena   | 1-3         |
| 1-2          | Lecce-Lazio      | 1-1         |
| 2-1          | Napoli-Frosinone | 4-1         |
| 2-0          | Palermo-Bari     | 2-5         |
| 2-0          | Roma-Catania     | 3-1         |

| 20 nov. 2010 |                 | 6 apr. 2011 |
| ------------ | --------------- | ----------- |
| 1-4          | Bari-Roma       | 2-7         |
| 3-0          | Catania-Reggina | 2-1         |
| 3-0          | Frosinone-Lecce | 2-1         |
| 1-1          | Grosseto-Ascoli | 4-3         |
| 4-0          | Lazio-Palermo   | 4-1         |
| 1-1          | Pescara-Napoli  | 1-2         |
| 1-1          | Siena-Crotone   | 1-0         |

| 27 nov. 2010 |                 | 9 apr. 2011 |
| ------------ | --------------- | ----------- |
| 1-2          | Ascoli-Lazio    | 1-4         |
| 0-3          | Crotone-Bari    | 2-1         |
| 4-0          | Lecce-Grosseto  | 1-3         |
| 0-0          | Napoli-Siena    | 3-2         |
| 4-2          | Palermo-Catania | 0-3         |
| 3-1          | Reggina-Pescara | 2-2         |
| 2-0          | Roma-Frosinone  | 3-2         |

| 4 dic. 2010 |                   | 16 apr. 2011 |
| ----------- | ----------------- | ------------ |
| 3-1         | Bari-Ascoli       | 1-2          |
| 1-0         | Catania-Crotone   | 4-1          |
| 3-2         | Frosinone-Reggina | 0-0          |
| 0-2         | Grosseto-Palermo  | 1-2          |
| 1-1         | Lazio-Napoli      | 4-1          |
| 1-4         | Pescara-Roma      | 0-4          |
| 1-1         | Siena-Lecce       | 0-0          |

| \| 15 gen. 2011 \| \| 30 apr. 2011 \| \| ------------ \| ----------------- \| ------------ \| \| 1-1 \| Ascoli-Catania \| 5-3 \| \| 1-2 \| Crotone-Frosinone \| 1-0 \| \| 0-1 \| Lecce-Pescara \| 2-0 \| \| 2-0 \| Napoli-Bari \| 2-0 \| \| 1-2 \| Palermo-Siena \| 0-0 \| \| 0-1 \| Reggina-Lazio \| 2-3 \| \| 8-0 \| Roma-Grosseto \| 2-4 \| |                   |              |
| 15 gen. 2011 |                   | 30 apr. 2011 |
| 1-1 | Ascoli-Catania    | 5-3          |
| 1-2 | Crotone-Frosinone | 1-0          |
| 0-1 | Lecce-Pescara     | 2-0          |
| 2-0 | Napoli-Bari       | 2-0          |
| 1-2 | Palermo-Siena     | 0-0          |
| 0-1 | Reggina-Lazio     | 2-3          |
| 8-0 | Roma-Grosseto     | 2-4          |

## Play-off
Le otto squadre che disputano i play-off sono accoppiate tra loro in un tabellone che prevede la disputa di sei gare a turno unico.
In ogni gara, le squadre meglio classificate nel girone eliminatorio hanno il diritto di disputare la partita in casa. Le due squadre vincenti le semifinali accedono alla fase finale.

### Squadre partecipanti
- Milan - (miglior terza)
- Fiorentina - (seconda miglior terza)
- Catania - (peggior terza)
- Inter - (miglior quarta)
- Torino - (seconda miglior quarta)
- Siena - (peggior quarta)
- Chievo - (miglior quinta)
- Empoli - (seconda miglior quinta)

### Quarti di finale play-off
- Gare a turno unico: 7, 8 maggio 2011.

| Squadra 1  | Risultato     | Squadra 2 |
| ---------- | ------------- | --------- |
| Inter      | 0-0 (2-0 dcr) | Torino    |
| Milan      | 3-1           | Empoli    |
| Catania    | 1-0           | Siena     |
| Fiorentina | 2-1           | Chievo    |

### Semifinali play-off
- Gare a turno unico: 14 maggio 2011.

| Squadra 1  | Risultato     | Squadra 2 |
| ---------- | ------------- | --------- |
| Milan      | 2-2 (4-3 dcr) | Inter     |
| Fiorentina | 3-1           | Catania   |

## Fase finale
Le squadre vincitrici dei gironi eliminatori e la miglior seconda in assoluto, se qualificate per la fase finale, sono considerate teste di serie e non possono incontrarsi tra loro nei quarti di finale. Le teste di serie e le altre squadre sono accoppiate mediante sorteggio.

### Squadre qualificate alla fase finale
Teste di serie
- Genoa - 1ª classificata girone A
- Varese - 1ª classificata girone B
- Roma - 1ª classificata girone C
- Atalanta - 2ª classificata girone B

Seconda fascia
- Juventus - 2ª classificata girone A
- Lazio - 2ª classificata girone C
- Fiorentina - tramite play-off
- Milan - tramite play-off

### Tabellone
|  | Quarti di finale | Quarti di finale | Quarti di finale |            |              | Semifinali   | Semifinali | Semifinali |  |  | Finale | Finale | Finale |  |
|  |                  |                  |                  |            |              |              |            |            |  |  |        |        |        |  |
|  | Roma             | Roma             | 1                |            |              |              |            |            |  |  |        |        |        |  |
|  | Roma             | Roma             | 1                |            |              |              |            |            |  |  |        |        |        |  |
|  | Milan            | Milan            | 0                |            |              |              |            |            |  |  |        |        |        |  |
|  | Milan            | Milan            | 0                |            | Roma         | Roma         | 2          |            |  |  |        |        |        |  |
|  |                  |                  |                  |            | Roma         | Roma         | 2          |            |  |  |        |        |        |  |
|  |                  |                  | Genoa            | Genoa      | 0            |              |            |            |  |  |        |        |        |  |
|  | Lazio            | Lazio            | Genoa            | Genoa      | 0            | 0            |            |            |  |  |        |        |        |  |
|  | Lazio            | Lazio            |                  |            |              |              |            |            |  |  |        |        |        |  |
|  | Genoa            | Genoa            | 1                |            |              |              |            |            |  |  |        |        |        |  |
|  | Genoa            | Genoa            | 1                |            | Roma (dts)   | Roma (dts)   | 3          |            |  |  |        |        |        |  |
|  |                  |                  |                  |            |              |              |            |            |  |  |        |        |        |  |
|  |                  |                  | Varese           | Varese     | 2            |              |            |            |  |  |        |        |        |  |
|  | Juventus         | Juventus         | Varese           | Varese     | 2            | 1            |            |            |  |  |        |        |        |  |
|  | Juventus         | Juventus         |                  |            |              |              |            |            |  |  |        |        |        |  |
|  | Varese           | Varese           | 5                |            |              |              |            |            |  |  |        |        |        |  |
|  | Varese           | Varese           | 5                |            | Varese (dtr) | Varese (dtr) | 1 (6)      |            |  |  |        |        |        |  |
|  |                  |                  |                  |            | Varese (dtr) | Varese (dtr) | 1 (6)      |            |  |  |        |        |        |  |
|  |                  |                  | Fiorentina       | Fiorentina | 1 (5)        |              |            |            |  |  |        |        |        |  |
|  | Atalanta         | Atalanta         | Fiorentina       | Fiorentina | 1 (5)        | 3 (3)        |            |            |  |  |        |        |        |  |
|  | Atalanta         | Atalanta         |                  |            |              |              |            |            |  |  |        |        |        |  |
|  | Fiorentina (dtr) | Fiorentina (dtr) | 3 (4)            |            |              |              |            |            |  |  |        |        |        |  |

### Dettaglio incontri

#### Quarti di finale
| Arbitro: | Daniele Bindoni (Venezia) |

|             |           |  |
| Montini 46’ | Marcatori |  |

| Arbitro: | Fabio Maresca (Napoli) |

|  |           |             |
|  | Marcatori | 3’ Alhassan |

| Arbitro: | Federico La Penna (Roma) |

|               |           |                                                     |
| Giannetti 38’ | Marcatori | 21’ Miceli 25’ Pompilio 50’ 58’ Ferreira 65’ Lazaar |

| Arbitro: | Simone Aversano (Treviso) |

|                                            |                      |                                    |
| Cortesi 25’ Monacizzo 98’ Magnaghi 120+1’  | Marcatori            | 79’ Camporese 112’ 118’ Acosty     |
| Cortesi Esposito Monacizzo Molina Possenti | Tiri di rigore 3 – 4 | Taddei Piccini Fatticcioni Grifoni |

#### Semifinali
| Arbitro: | Michael Fabbri (Ravenna) |

|                       |           |  |
| Antei 80’ Montini 90’ | Marcatori |  |

| Arbitro: | Riccardo Ros (Pordenone) |

|                                                              |                      |                                                               |
| Lazaar 12’                                                   | Marcatori            | 90+2’ Carraro                                                 |
| Jadilson Miceli Barberis Wagner Bianchetti Toninelli Serrano | Tiri di rigore 6 – 5 | Taddei Piccini Fatticcioni Iemmello Carraro Grifoni Seferović |

#### Finale
| Arbitro: | Eugenio Abbattista (Molfetta) |

|                          |           |                         |
| Montini 47’ 90+4’ 105+1’ | Marcatori | 19’ Lazaar 80’ Pompilio |

### Rosa campione d'Italia
| N. |                    | Ruolo | Calciatore          |
| -- | ------------------ | ----- | ------------------- |
| 1  | Italia (bandiera)  | D     | Guglielmo Amendola  |
| 2  | Italia (bandiera)  | D     | Luca Antei          |
| 3  | Italia (bandiera)  | D     | Federico Barba      |
| 5  | Italia (bandiera)  | A     | Simone Bezziccheri  |
| 6  | Italia (bandiera)  | C     | Luca Bongiovanni    |
| 7  | Italia (bandiera)  | P     | Sebastiano Buccheri |
| 8  | Italia (bandiera)  | A     | Danilo Buscia       |
| 9  | Italia (bandiera)  | A     | Gianluca Caprari    |
| 10 | Italia (bandiera)  | D     | Francesco Caratelli |
| 11 | Italia (bandiera)  | D     | Fabrizio Carboni    |
| 12 | Italia (bandiera)  | C     | Amato Ciciretti     |
| 14 | Italia (bandiera)  | D     | Valerio Corsi       |
| 15 | Senegal (bandiera) | A     | Louis Dieme Jerome  |
| 16 | Italia (bandiera)  | C     | Gianmarco Falasca   |
| 17 | Italia (bandiera)  | C     | Alessandro Florenzi |

| N. |                           | Ruolo | Calciatore              |
| -- | ------------------------- | ----- | ----------------------- |
| 18 | Italia (bandiera)         | D     | Paolo Frascatore        |
| 19 | Italia (bandiera)         | A     | Gianluca Leonardi       |
| 20 | Romania (bandiera)        | D     | Sebastian Mladen        |
| 21 | Italia (bandiera)         | A     | Mattia Montini          |
| 22 | Italia (bandiera)         | D     | Alessandro Orchi        |
| 23 | Italia (bandiera)         | P     | Mirko Pigliacelli       |
| 24 | Italia (bandiera)         | A     | Giammario Piscitella    |
| 25 | Italia (bandiera)         | C     | Matteo Politano         |
| 26 | Italia (bandiera)         | P     | Francesco Proietti      |
| 27 | Italia (bandiera)         | D     | Stefano Sabelli         |
| 28 | Rep. del Congo (bandiera) | A     | Ibrahima Bongoura Thiam |
| 29 | Italia (bandiera)         | C     | Alessandro Visconti     |
| 30 | Italia (bandiera)         | C     | Valerio Verre           |
| 31 | Italia (bandiera)         | C     | Federico Viviani        |